# Ljubomir Gospodinow
Ljubomir Gospodinow (ur. 2 kwietnia 1990 r. w Sofii) – bułgarski wioślarz.

## Osiągnięcia
- Mistrzostwa Świata U-23 – Račice 2009 – jedynka wagi lekkiej – 16. miejsce[1].
- Mistrzostwa Świata U-23 – Brześć 2010 – dwójka podwójna wagi lekkiej – 8. miejsce[1].
- Mistrzostwa Europy – Montemor-o-Velho 2010 – dwójka podwójna wagi lekkiej – 18. miejsce[1].